# Porcellio spinipes
Porcellio spinipes es una especie de crustáceo isópodo terrestre de la familia Porcellionidae.

## Distribución geográfica
Es endémica de las Canarias orientales (España).